# Уртамка
Уртамка — река в России, протекает в Томской области. Устье реки находится в 2775 км по левому берегу реки Обь. Длина реки составляет 45 км.
Притоки — Кумлова (16 км справа) и Тека (18 км слева).
Населённые пункты на Уртамке: Уртам, Новосергеевка, Борзуновка, Верхняя Уртамка, Ильинское урочище.

## Данные водного реестра
По данным государственного водного реестра России относится к Верхнеобскому бассейновому округу, водохозяйственный участок реки — Обь от Новосибирского гидроузла до впадения реки Чулым, без рек Иня и Томь, речной подбассейн реки — бассейны притоков (Верхней) Оби до впадения Томи. Речной бассейн реки — (Верхняя) Обь до впадения Иртыша.